# Kato Kaelin
Brian Gerard Kaelin (Milwaukee, Wisconsin, 9 de marzo de 1959), conocido como Kato Kaelin, es un actor y personalidad de radio y televisión estadounidense. Fue testigo en el famoso caso O. J. Simpson.

## Primeros años y educación
Kaelin nació el 9 de marzo de 1959 en Milwaukee, Wisconsin. Kaelin fue apodado "Kato" cuando era niño por el personaje interpretado por Bruce Lee en la serie de televisión The Green Hornet.
Se graduó de Nicolet High School en Glendale, en 1977. Asistió a la Universidad de Wisconsin-Eau Claire, pero nunca se graduó. Durante su tiempo en Eau Claire, creó su propio programa de entrevistas, Kato and Friends, y fue el anfitrión de The Gameshow en la estación de televisión del campus, TV10. Finalmente se mudó a Hollywood.

## Caso O. J. Simpson
Kaelin fue un testigo menor de la acusación en el caso de asesinato contra O. J. Simpson de 1995. En 1994, Kaelin se alojaba en una casa de huéspedes en la finca de Simpson en Rockingham y estuvo presente en el complejo la noche de los dos asesinatos el 12 de junio. Fue testigo de algunos de los movimientos de Simpson antes y después de ocurrido los asesinatos. Su historia pareció contradecir la versión de Simpson de los hechos en algunos puntos clave, ya que testificó que no podía explicar el paradero de Simpson entre las 9:36 p. m. y las 11:00 p. m. de la noche en que ocurrieron los asesinatos, que según la fiscalía ocurrieron posiblemente entre las 10:00 p. m. y las 10:30 p. m. A pesar de la "valiosa evidencia" proporcionada por Kaelin en su testimonio, la fiscal Marcia Clark tomó la decisión de que lo declararan testigo hostil.

### Difamación
Después de que Simpson fue absuelto, la portada de un número del periódico sensacionalista National Examiner mostraba una foto de Kaelin sin camisa, con el titular "¡Los policías creen que Kato lo hizo!". El artículo alegaba que la policía sospechaba que Kaelin había cometido perjurio. Kaelin demandó al editor, Globe Communications, por difamación, alegando que el titular de portada implicaba que era sospechoso de los asesinatos. El Tribunal Federal de Distrito de California Central desestimó el caso, diciendo que la historia no era difamatoria ni maliciosa. Esto fue revocado por la Corte de Apelaciones de los Estados Unidos para el Noveno Circuito, que dictaminó:

Sostenemos que los jurados razonables podrían encontrar que la evidencia clara y convincente establecía: (1) el titular de la primera página insinuaba falsamente que la policía creía que Kaelin cometió los asesinatos; y (2) la falsa insinuación no fue necesariamente curada por...subtítulos o por la historia no difamatoria sobre Kaelin que apareció a 17 páginas de distancia. También sostenemos que Kaelin presentó evidencia suficientemente clara y convincente del conocimiento del periódico de la falsedad o desprecio imprudente por la verdad de su titular para rechazar una moción de juicio sumario. Revocamos la concesión del juicio sumario a favor del editor y lo remitimos para juicio.

La decisión fue un caso histórico en la ley de difamación, al concluir que un titular podría considerarse difamación. Más tarde, Kaelin resolvió la demanda de 15 millones de dólares con Globe Communications fuera de los tribunales.

## Carrera
Antes de su participación en el juicio de O. J. Simpson, Kaelin apareció en la película Beach Fever (1987), en la que su personaje creaba una poción de amor con su amigo y coqueteaba con chicas en la playa; también protagonizó Night Shadow (1989), una película de terror de bajo presupuesto.
Poco después del juicio, Kaelin apareció en el primer episodio de la comedia de sketch de Fox Mad TV (octubre de 1995) e hizo un cameo en la comedia de sketch de HBO Mr. Show with Bob and David durante la primera temporada de la serie (noviembre de 1995); en el episodio de la última temporada titulado "Lamentamos informarle", aparece en la fiesta del actor lobotomizado Borden Grote. Apareció en el largometraje The Still Life (2006) y tuvo un papel menor en National Lampoon's Dorm Daze 2 (2006). En febrero de 2009, Kaelin apareció como estrella invitada en la serie web Star-ving y la película Whacked.
En 2002 participó en la serie Celebrity Boot Camp. En 2004, participó en el desarrollo de un reality show llamado House Guest, en el que viviría en casas de otras celebridades; ese programa nunca salió al aire. Fue visto en un episodio de la serie de telerrealidad de E! Sunset Tan. También fue un jugador invitado en el sexto episodio de la serie Reality Bites Back de Comedy Central. En 2008, participó en Gimme My Reality Show, de Fox Reality Channel, en el que celebridades menores compitieron para recibir su propio reality show.
Kaelin también ha participado en programas de juegos. Apareció en la versión de NBC de The Weakest Link (2002). Fue concursante de los programas de juegos Russian Roulette, así como el reality show de citas BZZZ! presentado por Annie Wood.
Kaelin también ha trabajado como presentador de radio y televisión. Durante un breve período de tiempo en 1995, trabajó como presentador de entrevistas de radio en KLSX en Los Ángeles y proporcionó contenido en línea para National Lampoon. Desde junio de 2005 hasta 2006, Kaelin fue coanfitrión de Eye for an Eye, un programa de televisión distribuido en 34 países. Fue una invitado recurrente en el programa de videojuegos X-Play.
En 2009, fue visto en la serie Tosh.0, en una parodia del video de Keyboard Cat titulado "Keyboard Kato". En 2010 apareció en Real Time with Bill Maher, donde parodiaba las apariciones en televisión de la década de 1990 de la candidata al Senado de los Estados Unidos en 2010, Christine O'Donnell.
Desde 2011, Kaelin ha presentado el programa de entrevistas de televisión Tailgating with Kato.
En 2016, hizo una breve aparición en la serie de comedia de FX Baskets, donde interpretó el himno nacional en un rodeo. Ese mismo año, apareció en la película de Troma Entertainment B.C. Butcher.
En 2019, Kaelin fue huésped de la casa en la segunda temporada del reality show Celebrity Big Brother. Fue desalojado por una votación de 5-0 el 4 de febrero de 2019, terminando en el octavo lugar de los 12 invitados de la casa.

## Filmografía

### Cine
| Año  | Título                         | Director                                        | Papel                     | Nota          |
| ---- | ------------------------------ | ----------------------------------------------- | ------------------------- | ------------- |
| 1987 | Beach Fever                    | Alexander Tabrizi                               | Chat Frederick IV         |               |
| 1989 | Night Shadow                   | Randolph Cohlan                                 | Dean Lesher               |               |
| 1992 | Prototype                      | Phillip J. Roth                                 | Regalia                   |               |
| 1994 | Save Me                        | Alan Roberts                                    | Operador de bonos #1      |               |
| 1994 | Hail Caesar                    | Anthony Michael Hall                            | Invitado de la fiesta     | Sin acreditar |
| 1994 | Possessed by the Night         | Fred Olen Ray                                   | Waiter                    | Sin acreditar |
| 1994 | Cyborg 3: The Recycler         | Michael Schroeder                               | Beggar                    |               |
| 1994 | Inner Sanctum II               | Fred Olen Ray                                   | Zombie                    | Sin acreditar |
| 1994 | Surf, Sand and Sex             | Anthony Giovanni                                | Mecánico                  |               |
| 1996 | For Life or Death              | Ver listaSteven Kaman Michael Lee Baron         | Kato                      |               |
| 1998 | BASEketball                    | David Zucker                                    | Locutor de entrada        |               |
| 1998 | Right Hand Woman               | Norman Lehnert                                  |                           | Cortometraje  |
| 1999 | The Decade                     | James Portolese                                 | Kree                      | Sin acreditar |
| 2003 | Pauly Shore Is Dead            | Ver listaAdam Freeman Pauly Shore               | Él mismo                  |               |
| 2006 | The Still Life                 | Joel Miller                                     | Fotógrafo                 |               |
| 2006 | Dorm Daze 2                    | Ver listaDavid Hillenbrand Scott Hillenbrand    | Juez de celebridad #3     |               |
| 2007 | Revamped                       | Jeff Rector                                     | Jonathan                  |               |
| 2009 | Ratko: The Dictator's Son      | Ver listaSavage Steve Holland Kevin Speckmaier  | Roman el arquitecto       |               |
| 2011 | Panman                         | Ver listaTim Pilleri Jim Zaguroli Andrew Genser | New Panman                |               |
| 2015 | Sacred Blood                   | Christopher Coppola                             | Thaddeus Wilson           |               |
| 2015 | Bob Thunder: Internet Assassin | Joe Nation                                      | Ejecutivo de discográfica |               |
| 2016 | B.C. Butcher                   | Kansas Bowling                                  | Rex                       |               |
| 2022 | 5 to Die                       | Tony Newton                                     | Adrian McCoy              |               |

### Televisión
| Año       | Título                               | Papel                           | Nota               |
| --------- | ------------------------------------ | ------------------------------- | ------------------ |
| 1995      | The Watcher                          | Joseph Weston                   | 1 episodio         |
| 1998-1999 | Unhappily Ever After                 | Ver listaProfesor Happy Bender  | 2 episodios        |
| 1999      | It's Like, You Know...               | Kato Kaelin                     | 1 episodio         |
| 1999      | Beggars and Choosers                 |                                 | 3 episodios        |
| 2000      | The Pub of Heaven                    | Edgar Allan Poe (voz)           | 4 episodios        |
| 2001      | The Norm Show                        | Rick                            | 1 episodio         |
| 2002      | Fatal Kiss                           | Jonathan                        | Película de TV     |
| 2003      | Sabrina the Teenage Witch            | Instructor                      | 1 episodio         |
| 2004      | Call Me Cobra                        |                                 | 1 episodio         |
| 2009      | Star-ving                            | Kato                            | 1 episodio         |
| 2009      | Tosh.0                               | Keyboard Kato                   | 1 episodio         |
| 2009      | Valley Peaks                         | Bronson Greywolf                | 1 episodio         |
| 2010      | Laugh Track Mash-ups                 | Maestro                         | 1 episodio         |
| 2011      | Can't Get Arrested                   | Kato                            | 2 episodios        |
| 2013      | The Real Potheads of North Hollywood | K-train                         | Cortometraje de TV |
| 2014      | Winners                              |                                 | 1 episodio         |
| 2015      | The PET Squad Files                  | Anfitrión de Rise and Shine USA | 1 episodio         |
| 2016      | Baskets                              | Cantante                        | 1 episodio         |
| 2018      | Guest House Rent                     | Kato                            | Película de TV     |
| 2018      | Weird Bizarre and Psychotic          | Anfitrión                       | Película de TV     |
| 2018      | The Last Sharknado: It's About Time  | Rey Vikingo                     | Película de TV     |